# Apomorfia és pleziomorfia

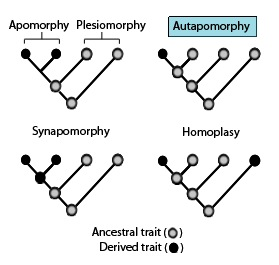
A filogenetikus jellemzők típusai

Apomorfiának (új jellegnek) egy taxonómiai karakter (tulajdonság, bélyeg, jelleg) levezetett (az evolúcióban újonnan megjelent) állapotát tekintjük. A karakter ősi állapota a pleziomorfia (ősi jelleg). A régebben elterjedt „primitív” és „fejlett” kifejezések helyett újabban a pleziomorf és apomorf szavak használandók. A levezetett csoport vagy tulajdonság a törzsfejlődés során ugyanis nemcsak bonyolultabbá válhatott, de egyszerűsödhetett is (például redukcióval, összenövéssel vagy abortusszal), mivel egyes körülmények között a bonyolult, máskor az egyszerűbb alakok lehetnek hatékonyabbak. Éppen ezért nem indokolt az egyszerűbb szerveződéseket kevésbé fejletteknek tekinteni.
Szünapomorfia (közös új jelleg) a levezetett bélyegek egyezése (ilyen a gerincesek gerincoszlopa, amely elsődlegesen a törzs minden tagjára jellemző) A szünpleziomorfia (közös ősi jelleg) az ősi bélyegek egyezése (ilyen például az ősi, szárny nélküli rovarok, azaz az ugró ősrovarok és a pikkelykék elsődleges szárnyatlansága). Ha egy csoport ősében megjelent valamilyen új tulajdonság és azt továbbadta utódainak, akkor az utódokban felismerhető a szünapomorfia, vagyis felismerhetően monofiletikus csoportot, kládot alkotnak. Ha egy csoport tagjai között csak ősi közös tulajdonságokat mutatnak (szünpleziomorfia), ez a csoport közös őséről nem ad érdemi információt, alapján taxon nem képezhető.
Az autapomorfia (egyedi új jelleg) a kladogramon véghelyzetű élőlénycsoport kizárólagos apomorf jellege. Tehát a klád egy csoportjában megtalálható, de a külcsoport taxonokban (amelyek lehet akár fajok, nemek, családok vagy bármilyen más klád) nincs meg – még az egészen közel állókban sem –, mint ahogy a közös ősben sem található meg. Ilyen példa a jelenleg élő „egyujjú” lovak patája, ami ötujjú pleziomorf végtagtípusból jött létre annak adaptív megváltozásával, és kizárólag az Equus nem fajaira jellemző. Ugyancsak ilyen például pl. az ember beszédképessége, ami más főemlősökben nem alakult ki.
A rejtett szünapomorfia olyan szünapomorfia, amely a klád több tagjában ismét eltűnt. Ha ez a tulajdonság egy kivételével minden csoportból eltűnt, nehéz megkülönböztetni az autapomorfiától.
Összefoglalva:
- pleziomorfia: ősi (régebben: primitív) állapot;
- apomorfia: újabb (leszármaztatott) állapot;
- szinapomorfia: több leszármaztatott karakter egyezése;
- szinpleziomorfia: több ősi karakter egyezése (nincs különösebb jelentősége);
- autapomorfia: csak egyetlen ágon megjelenő leszármaztatott karakter.

Könnyen belátható, hogy a biológiában elterjedten használt szembeállító fogalompárok közül rendszerint csak az egyik lehet apomorf, a másik nyilvánvalóan pleziomorf. (Az apomorf jelleg sok esetben egyúttal egy csoport tulajdonneve, amit ilyenkor nagybetűvel írunk, a pleziomorf jelleg azonban csak tulajdonság (melléknév), amit mindig kisbetűvel írunk.)

## Módszerek a karakterek polaritásának eldöntésére
A karakterek pleziomorf vagy apomorf voltának – azaz a karakterek polaritásának – eldöntésére szolgáló módszerek:
- külcsoport-módszer,
- a „gyakoribb az ősibb” elve,
- fosszilis bizonyítékok, ha van elég nagy és viszonylag hiánytalan leletsorunk,
- az egyedfejlődés (ontogenezis) során hamarabb jelentkező állapot általában az ősibb (Haeckel-törvény, rekapitulációs elmélet)
- az atavizmusok (pl. csökevényes szervek) utalhatnak a tulajdonság korábbi állapotára,
- a pleziomorf bélyegek gyakran korrelálnak (együtt, egy csoportban jelennek meg),
- a csoporton belüli párhuzamos evolúciós trendek összehasonlító értékelése,
- a taxonok elterjedésének figyelembe vétele (a régebbi taxonoknak több idejük volt elterjedni).

A jellegek hasonlóságának oka lehet azok közös eredete, de kialakulhatnak egymástól függetlenül is. A „valódi” (valós rokonságot tükröző) hasonlóság a homológia. Ilyen homológ jellegek az emlősök minden fajnál ugyanazon csontelemekből felépülő elsődlegesen ötujjú mellső végtagja. A párhuzamos, illetve konvergens evolúcióval kialakult „felületes” hasonlóság a homoplázia. A homopláziának három megjelenési formája:
1. a konvergencia — hasonló jellegek egymástól független kialakulása különböző fejlődési útvonalakon (mint például a pteroszauruszok, a madarak és a denevérek szárnyai);
2. a parallelizmus — a hasonló jellegek egymástól független kialakulása közelrokon taxonokban, hasonló fejlődési útvonalakon (mint például az elülső torvégtagok szájszerveket segítő állkapcsi lábbá módosulása a rákok különböző csoportjaiban);
3. a homopláziás reverzió  — visszatérés a jelleg egy korábbi (ősibb) állapotához (ilyen például a fogak megjelenése a Gastrotheca guentheri békafaj alsó állkapcsán, miután alsó állkapcsuk fogait a békák egy korábbi evolúciós szakaszban elvesztették).

## Példák apomorfiára és pleziomorfiára
Egysejtűeknél:
- az eukarióták apomorf, de a prokarióták pleziomorf jellege;
- a kétfélemagvúak apomorf, de az egyfélemagvúak pleziomorf jellege.

Növényeknél:
- Szövetes apomorf, de telepes pleziomorf jelleg.
- Virágos apomorf, de virágtalan pleziomorf jelleg.
- Zárvatermő apomorf, de nyitvatermő pleziomorf jelleg.
- Egyszikű apomorf, de kétszikű pleziomorf jelleg.

Állatoknál:
- Valódi szövetes (Eumetazoa) apomorf, de álszövetes pleziomorf jelleg.
- Újszájúak (Deuterostomia) apomorf, de ősszájúak (Protostomia) pleziomorf.
- Hatlábúak (Hexapoda) apomorf, de soklábúak (Myriapoda) valószínűleg pleziomorf (lásd: Ízeltlábúak).
- Gerinces (Vertebrata) apomorf, de gerinctelen pleziomorf jelleg.
- Állkapcsosok (Gnathostomata) apomorf, de állkapocs nélküliek (Agnatha) pleziomorf
- Négylábúak (Tetrapoda) apomorf, de nem négylábúak (azaz halak) pleziomorf.
- Magzatburkosok (Amniota) apomorf, de magzatburok nélküliek (Anamnia) pleziomorf.
- Tollas (madarak Aves) apomorf, de pikkelyes vagy tollatlan (hüllők Reptilia) pleziomorf jelleg.
- Elevenszülő emlősök (Theria) apomorf, de tojásrakó emlősök (Prototheria) pleziomorf.